# Claude-Joseph-François Jacquinot de Pampelune
Claude-Joseph-François Jacquinot de Pampelune, né le 17 mars 1771 à Dijon et décédé le 6 juillet 1835 à Paris, est un avocat et une personnalité politique française, député, procureur général près de la cour d'appel de Paris, conseiller général de la Seine.

## Biographie
Il représente Tonnerre et Avallon comme député de 1816 à 1835. Il est avocat au moment de la Révolution et acquiert de la réputation en plaidant devant le tribunal criminel de la Côte d'Or, devant les commissions militaires.
Il épouse la fille, Louise, du marquis Genouilly de Pampelune, dont il est autorisé à la mort de son beau-père à adjoindre le nom au sien.
Successivement avocat général à la cour impériale de Dijon en 1811 et procureur général à la Haye ; il est nommé, après l'occupation des Pays-Bas par les alliés, procureur général à Colmar.
Malgré le dévouement qu'il a affiché pour l'empereur aux Cent-Jours, et bien qu'il ait été désigné pour les fonctions de premier président de la cour de Colmar, il se rallie aux Bourbons, qui le nomment maître des requêtes, président du collège électoral de l'Yonne, et procureur du Roi au tribunal de première instance de Paris. Il prend part en cette qualité, aux procès politiques de l'époque, fait exercer des poursuites contre La Quotidienne et acquiert dans ces fonctions une impopularité qui le désigne aux attaques de la presse libérale.
Il est aussi élu député le 4 octobre 1816, puis successivement réélu, le 1er octobre 1821, le 25 février 1824, le 17 novembre 1827 et le 12 juillet 1830.
Durant ces législatures, il parle en faveur des cours prévôtales et pour la loi sur la presse, déclarant que la Chambre devait être libre d'accorder ou de refuser des défenseurs à ceux qui l'auraient insultée, et s'attira ainsi de violentes répliques de Benjamin Constant et du général Foy.
Il exploite et se passionne pour l'entretien de ses forêts, mais plantant et soignant lui-même également les baliveaux envoyés par Claude-Philippe-Édouard, baron Mounier, intendant des bâtiments de la couronne. Sous la Restauration, il est rapporteur de la loi « relative aux plantations qui bordent les routes royales et départementales ». En effet à la suite de l'abolition de la Corvée royale par la Révolution ainsi que la priorité donnée à Napoléon aux grandes voies stratégiques allant de Paris aux frontières du nord et de l'est l'ensemble des routes est en mauvais état. Une dotation budgétaire annuelle est affectée pour la première fois à l'entretien des routes. Le 30 juin 1824, il plaide pour le développement esthétique des routes mais aussi un développement utilitaire dû aux arbres et à leur apport d'ombrage pour les voyageurs : conscrits, compagnons du tour de France, colporteurs, artisans ambulants, etc. Son rapport est publié au frais de l'État chez Hacquart, il en sera issu la loi du 30 juin 1824 portant notamment sur l'alignement arboré le long des routes. 
Il défend aussi la loi sur l'indemnité des émigrés, et, en 1829, soutient devant la Chambre des pairs, en qualité de commissaire du Roi, le projet de loi sur les crimes et délits de l'armée et celui relatif à la contrainte par corps.
Lors de sa dernière élection à la Chambre des députés, le 21 juin 1834, il ne parait à la tribune que pour proposer un amendement au projet de loi relatif à la responsabilité des ministres et soutient toujours le pouvoir de ses votes.
Mis à la retraite comme procureur général le 31 aout 1832, il meurt en juillet 1835. Jacquinot de Pampelune a été fait officier de la Légion d'honneur.